# Novosvitlivka, Veselînove
Novosvitlivka (în ucraineană Новосвітлівка, în germană Rohrbach) este o comună în raionul Veselînove, regiunea Mîkolaiiv, Ucraina, formată numai din satul de reședință. Satul a fost locuit de germanii pontici.  

## Demografie
Componența lingvistică a comunei Novosvitlivka
     Ucraineană (94,82%)
     Rusă (4,33%)
     Alte limbi (0,85%)
Conform recensământului din 2001, majoritatea populației comunei Novosvitlivka era vorbitoare de ucraineană (94,82%), existând în minoritate și vorbitori de rusă (4,33%).